# KK戦争

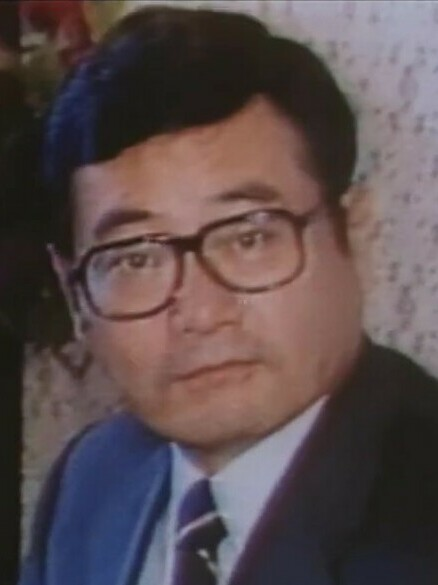
加藤紘一

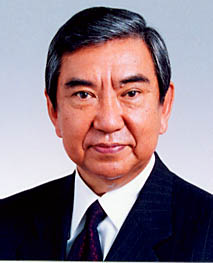
河野洋平

KK戦争（けいけいせんそう）は、1990年代に自由民主党（以下、自民党）の宏池会の領袖だった宮澤喜一会長の跡目を巡り、宮澤内閣の内閣官房長官を務めた加藤紘一と河野洋平との間で繰り広げられた権力闘争である。派内の支持基盤としては、加藤は中堅・若手の支持が強く、河野はベテラン・中堅の支持が強いといわれた。
また、加藤の乱におけるKK戦争は、加藤と古賀誠との間での闘争を指す。

## 自民党の下野
宮澤内閣不信任決議案可決により衆議院が解散され、1993年7月に実施された第40回衆議院議員総選挙の結果、自民党が過半数割れし宮澤首相・党総裁が辞任。後継総裁選で渡辺美智雄を破った河野が加藤を出し抜いた格好となる。一方加藤は、翌年の村山内閣の発足時に河野総裁の下で党政調会長に就任。

## 橋本総裁実現
1995年7月の第17回参議院議員通常選挙での新進党の躍進で、河野総裁の進退問題を巡り加藤政調会長は山崎拓国会対策委員長と共に、水面下で橋本龍太郎の擁立に動く。結果、派内の大半を橋本支持で固めたために、河野は総裁選出馬断念に追い込まれる。後継総裁選では、河野を支持するグループの一部が橋本に対抗して立候補していた小泉純一郎を支持したため、宏池会は分裂状態となった。その結果、橋本が当選し、加藤は幹事長に就任。河野は外務大臣と兼務していた村山改造内閣の副総理の座を、橋本（同内閣の通商産業大臣）に譲った。

## 橋本内閣
1996年1月、橋本内閣が発足。河野前総裁のグループの粕谷茂が新進党の勉強会に出席し、加藤幹事長を批判。同年10月の第41回衆議院議員総選挙では自民党が復調傾向の結果となったため、加藤幹事長が続投となる。1997年9月には自民党が衆議院において単独過半数を回復する。

## 小渕内閣
1998年7月、第18回参議院議員通常選挙で自民党が惨敗したため橋本首相が辞任し、総裁選へもつれこむ。加藤は山崎と共に小渕恵三・前外務大臣を支持し、一方河野は梶山静六・前内閣官房長官を支持。再び宏池会は分裂状態となる。総裁選の結果、7月に小渕が総裁に就任。加藤は幹事長を退任したが、宏池会からは、元総理の宮澤を含む5人が入閣。自民党が下野した河野総裁時代に派閥は表向き解散していたが、この頃より復活の兆しを見せる。
宏池会の跡目争いは、1998年12月に加藤が派閥を継承し、第6代会長に就任する形で決着がついた。跡目争いに敗れた河野は麻生太郎、亀井久興、森英介、相澤英之、衛藤征士郎らと宏池会を離脱、1999年1月に大勇会（河野グループ）を結成した。

## 自自公連立から加藤の乱
1999年、小渕執行部において主流派に属していた加藤派は自自公連立政権に反対の姿勢をとり、反主流派となっていた河野グループが自自公連立を容認するという逆転現象が起こる。その後の総裁選では小渕の無投票再選が濃厚だったが、加藤は山崎と共に出馬し惨敗。小渕は河野を外務大臣に起用する報復人事を行った。
2000年11月、小渕の病気辞任により首相に就任した森喜朗の内閣総理大臣としての資質や、森政権樹立のために暗躍したいわゆる「五人組（森、青木幹雄、野中広務、村上正邦、亀井静香）」の行動に、加藤が山崎と共に反発。野党提出の森内閣不信任決議案に賛同する動きを見せるが、結局党執行部の党内工作で不信任案は否決される。結果加藤派は分裂した。これにより加藤－古賀間でのKK戦争は終結を迎えた。
- 不信任案賛成（大多数は決議欠席を選んだ）→小里派→谷垣派
原田昇左右、谷垣禎一、川崎二郎、逢沢一郎、杉山憲夫、園田博之など
- 不信任案反対→加藤派を離脱し堀内派結成→丹羽・古賀派→古賀派
池田行彦、古賀誠、丹羽雄哉、堀内光雄など

## その後
加藤派は、宏池会分裂の憂き目に遭い、所属議員数は衆参両院合計で15人にまで落ち込む。2001年の総裁選では小泉純一郎を支持、YKKの協力関係が成立し小泉内閣が発足したものの、入閣は中谷元防衛庁長官のみで、閣僚・党役職上は冷遇されたことから、小泉とは距離を置く。
加藤自身は2002年に秘書の贈収賄疑惑の責任を取り離党。派閥会長職を辞任し、衆議院議員も辞職した。2003年11月の第43回衆議院議員総選挙に無所属で出馬し当選、そののち自民党に復党して、加藤派の流れを継いだ小里派に復帰こそしたが、派内で加藤を総裁に推そうという声は既になく、かわって、相次いで重要閣僚に起用されるなど、当時の総理総裁である小泉純一郎からの信頼が厚い谷垣が次期総裁候補に目されており、小泉退陣後も党政調会長、国土交通大臣に抜擢され、野党時代ではあったが、2度目の立候補で総裁に選出。退任後も、自身の後継総裁(就任直後の総選挙で政権を奪還し、総理に返り咲いた)安倍晋三の下で法務大臣、党幹事長を務めた。
それに対して加藤は2012年12月の第46回衆議院議員総選挙で落選し政界を引退。4年後にこの世を去った。
河野はポスト森の有力候補となるも、外務省機密費流用事件で完全に総理総裁職から遠のく。自派の麻生太郎が、小泉の下で党政調会長に就任してから総務大臣、外務大臣を歴任するなど優遇され、党幹事長を経て、総理総裁にまで上り詰め、退任後も副総理兼財務大臣に任命されていたのに対し、河野は2003年11月の特別国会で衆議院議長に就任したため、「棚上げされた」格好となり、その後2009年の総選挙に出馬せず政界から引退した。